# Чемпіонат України з легкої атлетики 2024
Чемпіонат України з легкої атлетики 2024 серед дорослих був проведений 28-30 червня у Львові на стадіоні «Скіф».

## Призери основного чемпіонату

### Чоловіки
| Дисципліни                | Золото | Золото      | Срібло                                                                         | Срібло   | Бронза                                                                          | Бронза      |
| ------------------------- | --- | ----------- | ------------------------------------------------------------------------------ | -------- | ------------------------------------------------------------------------------- | ----------- |
| 100 метрів                | Олександр Соколов Дніпропетровська область                                                                                      | 10,39 SB    | Ерік Костриця Волинська область                                                | 10,44 SB | Олександр Комісаренко Дніпропетровська область                                  | 10,61 PB    |
| 200 метрів                | Ерік Костриця Волинська область                                                                                                 | 21,29       | Давид Кулаковський Полтавська область                                          | 21,36 PB | Олександр Соколов Дніпропетровська область                                      | 21,38 SB    |
| 400 метрів                | Олександр Погорілко Сумська область                                                                                             | 45,70       | Данило Даниленко Волинська область                                             | 46,72    | Віталій Бутрим Сумська область                                                  | 47,31       |
| 800 метрів                | Олег Миронець Чернівецька область                                                                                               | 1.47,75 SB  | Владислав Фінчук Київ                                                          | 1.48,73  | Василь Войтюк Вінницька область                                                 | 1.48,86 PB  |
| 1500 метрів               | Андрій Краковецький Вінницька область                                                                                           | 3.47,27 SB  | Дмитрій Ніколайчук Київ                                                        | 3.47,53  | Дмитро Долинчук Волинська область                                               | 3.48,30     |
| 5000 метрів               | Роман Ростикус Львівська область                                                                                                | 14.17,02 SB | Андрій Атаманюк Хмельницька область                                            | 14.19,45 | Ілля Сосницький Вінницька область                                               | 14.32,96 PB |
| 110 метрів з бар'єрами    | Олег Кукота Київ | 14,01       | Дмитро Багінський Житомирська область                                          | 14,07 PB | Віктор Солянов Київ                                                             | 14,46 =SB   |
| 400 метрів з бар'єрами    | Дмитро Романюк Рівненська область                                                                                               | 51,71       | Денис Нечипоренко Черкаська область                                            | 52,55    | Євген Швець Сумська область                                                     | 53,45       |
| 3000 метрів з перешкодами | Руслан Наумов Донецька область                                                                                                  | 9.00,05 SB  | Василь Сабуняк Київ                                                            | 9.01,19  | Костянтин Коляда Львівська область                                              | 9.12,22 SB  |
| 4×100 метрів              | Збірна областейВладислав Ємець (Київ) Дмитро Янчик (Київ) Олександр Сосновенко (Донецька обл.) Ілля Попов (Кіровоградська обл.) | 40,73       | Запорізька областьРоман Кравцов Андрій Барабанов Микита Барабанов Артем Куделя | 41,61    | Миколаївська областьНікіта Колосович Ілля Ізбаш Юрій Грипіч Андрій Василевський | 42,84       |
| 4×400 метрів              | Сумська областьОлександр Погорілко Андрій Нечипоренко Євген Швець Роман Молодика                                                | 3.12,19     | Вінницька областьВадим Гиренко Сергій Носулько Денис Ткач Артем Кахно          | 3.18,80  | КиївВлас Тележинський Антон Шмаровоз Дмитро Гончар Нікіта Родченков             | 3.19,29     |
| Стрибки у висоту          | Олег Дорощук Кіровоградська область                                                                                             | 2,26        | Владислав Лавський Львівська область                                           | 2,23     | Дмитро Нікітін Житомирська область                                              | 2,20        |
| Стрибки з жердиною        | Олександр Онуфрієв Дніпропетровська область                                                                                     | 5,60 SB     | Ілля Бобровник Київ                                                            | 5,10 SB  | Владислав Малихін Волинська область                                             | 5,10        |
| Стрибки в довжину         | Данило Дубина Київ | 7,75        | Антон Нагорняк Вінницька область                                               | 7,72     | Андрій Махаринський Київ                                                        | 7,50        |
| Потрійний стрибок         | Владислав Шепелєв Одеська область                                                                                               | 16,26       | Артем Коноваленко Донецька область                                             | 15,72    | Станіслав Гаврилюк Івано-Франківська область                                    | 15,57 PB    |
| Штовхання ядра            | Артем Левченко Харківська область                                                                                               | 20,03 PB    | Роман Кокошко Вінницька область                                                | 19,98    | Віктор Самолюк Київ                                                             | 18,16 SB    |
| Метання диска             | Руслан Валітов Дніпропетровська область                                                                                         | 54,90       | Олександр Титаренко Сумська область                                            | 47,16    | Євген Максименко Харківська область                                             | 47,13       |
| Метання молота            | Гліб Піскунов Донецька область                                                                                                  | 72,46       | Олексій Яценко Київ                                                            | 57,65    | Євгеній Літвін Волинська область                                                | 55,79       |
| Метання списа             | Артур Фельфнер Київська область                                                                                                 | 81,31       | Євгеній Деулін Київська область                                                | 69,91    | Станіслав Клочко Київ                                                           | 69,78       |

### Жінки
| Дисципліни                | Золото | Золото   | Срібло                                                                           | Срібло      | Бронза                                                                          | Бронза      |
| ------------------------- | --- | -------- | -------------------------------------------------------------------------------- | ----------- | ------------------------------------------------------------------------------- | ----------- |
| 100 метрів                | Діана Гончаренко Сумська область | 11,53 PB | Аліна Кишкіна Дніпропетровська область                                           | 11,74 PB    | Анісія Лочман Київ                                                              | 11,79 PB    |
| 200 метрів                | Тетяна Кайсен Дніпропетровська область | 23,87    | Даниїла Хаван Закарпатська область                                               | 24,09       | Тетяна Стецкова Чернігівська область                                            | 24,21 PB    |
| 400 метрів                | Мар'яна Шостак Львівська область | 52,11    | Тетяна Мельник Київ                                                              | 52,56       | Катерина Карпюк Запорізька область                                              | 53,06       |
| 800 метрів                | Ольга Ляхова Полтавська область | 2.01,69  | Наталія Кроль Рівненська область                                                 | 2.03,65     | Світлана Жульжик Рівненська область                                             | 2.03,81 PB  |
| 1500 метрів               | Тетяна Чорновол Київська область | 4.26,79  | Анжеліка Бондар Київ                                                             | 4.26,86     | Анна Шустова Київ                                                               | 4.28,84     |
| 5000 метрів               | Вікторія Калюжна Донецька область | 16.10,02 | Марія Мазуренко Київ                                                             | 16.39,20 SB | Ольга Нижник Київ                                                               | 16.45,74 PB |
| 100 метрів з бар'єрами    | Анна Плотіцина Київ | 13,20 SB | Ірина Будзинська Київ                                                            | 13,25       | Наталія Юрчук Рівненська область                                                | 13,32       |
| 400 метрів з бар'єрами    | Анна Рижикова Дніпропетровська область | 56,63    | Марія Буряк Київ                                                                 | 57,72       | Ярослава Ялисоветська Полтавська область                                        | 58,81 PB    |
| 3000 метрів з перешкодами | Наталія Стребкова Тернопільська область | 9.44,83  | Анна Жмурко Чернігівська область                                                 | 10.40,94 SB | Катерина Комар Рівненська область                                               | 10.49,87 PB |
| 4×100 метрів              | Збірна областейАнна Карандукова (Кіровоградська обл.) Діана Мирошніченко (Одеська обл.) Юлія Клим'юк (Івано-Франківська обл.) Єлизавета Шваб (Житомирська обл.) | 45,18    | Сумська областьЛариса Голубовська Дарина Маслюк Інна Рибалка Діана Гончаренко    | 46,90       | Вінницька областьСофія Чумак Марія Черкас Анастасія Іванова Наталія Бесідовська | 48,42       |
| 4×400 метрів              | Львівська областьХристина Федущак Анна-Марія Хіміч Юлія Гавриляк Мар'яна Шостак                                                                                 | 3.46,18  | Донецька областьЄва Русінова Оксана Долинчук Марія Позднякова Валентина Демченко | 3.51,35     | КиївХристина Кузьменко Тетяна Оксенюк Анжеліка Бондар Поліна Науменко           | 3.55,15     |
| Стрибки у висоту          | Ірина Геращенко Київ | 1,92     | Катерина Табашник Харківська область                                             | 1,89        | Юлія Левченко Київ                                                              | 1,86        |
| Стрибки з жердиною        | Яна Гладійчук Київ | 4,30 SB  | Марина Килипко Харківська область                                                | 4,00 SB     | Юлія Бортнікова Дніпропетровська область                                        | 3,90 PB     |
| Стрибки в довжину         | Оксана Малогловець Харківська область | 6,34     | Інна Сидоренко Дніпропетровська область                                          | 6,31 SB     | Ірина Нерубальщик Харківська область                                            | 6,27 SB     |
| Потрійний стрибок         | Ольга Корсун Полтавська область | 13,80    | Вікторія Баранівська Донецька область                                            | 13,70       | Ганна Красуцька Донецька область                                                | 13,55       |
| Штовхання ядра            | Ольга Голодна Київ | 16,16 SB | Марія Пономаренко Дніпропетровська область                                       | 14,32       | Марія Ларіна Донецька область                                                   | 14,28       |
| Метання диска             | Наталія Семенова Донецька область | 52,52    | Марія Стрєлєць Донецька область                                                  | 47,74       | Карина Авраменко Дніпропетровська область                                       | 47,59       |
| Метання молота            | Ірина Климець Волинська область | 67,59    | Валерія Дмитровська Київ                                                         | 60,96       | Олена Хамаза Волинська область                                                  | 60,44       |
| Метання списа             | Аліна Шух Київ | 51,25    | Вікторія Банира Черкаська область                                                | 49,41       | Ганна Гацько Київ                                                               | 49,18       |

## Окремі чемпіонати

### Стадіонні дисципліни
- Зимовий чемпіонат України з легкоатлетичних метань 2024 був проведений 14-16 лютого у Києві на метальних секторах Олімпійського навчально-спортивного центру «Конча-Заспа»[7][8].
- Чемпіонат України з бігу на 10000 метрів 2024 був проведений 17 травня в Луцьку на стадіоні «Авангард»[9].
- Чемпіонат України з легкоатлетичних багатоборств 2024 був проведений 18-19 травня в Луцьку на стадіоні «Авангард».

#### Чоловіки
| Дисципліни               | Золото                                  | Золото      | Срібло                                     | Срібло      | Бронза                                   | Бронза      |
| ------------------------ | --------------------------------------- | ----------- | ------------------------------------------ | ----------- | ---------------------------------------- | ----------- |
| 10000 метрів             | Микола Нижник Київ                      | 29.37,51 SB | Дмитро Сірук Рівненська область            | 29.39,65 SB | Ігор Порозов Київська область            | 29.57,27 SB |
| Метання диска (зимовий)  | Руслан Валітов Дніпропетровська область | 56,65       | Вадим Журба Київ                           | 44,49       | Віктор Самолюк Київ                      | 41,28       |
| Метання молота (зимовий) | Гліб Піскунов Донецька область          | 69,10       | Михайло Гаврилюк Івано-Франківська область | 68,69       | Сергій Перевозніков Закарпатська область | 58,18       |
| Метання списа (зимовий)  | Артур Фельфнер Київська область         | 75,04       | Юрій Кушнірук Запорізька область           | 64,38       | Микола Калюш Рівненська область          | 63,85       |
| Десятиборство            | Артем Міщенко Київська область          | 6680        | Владислав Різниченко Одеська область       | 6579        | Максим Зейналян Волинська область        | 6535        |

#### Жінки
| Дисципліни               | Золото                            | Золото   | Срібло                                    | Срібло      | Бронза                              | Бронза      |
| ------------------------ | --------------------------------- | -------- | ----------------------------------------- | ----------- | ----------------------------------- | ----------- |
| 10000 метрів             | Марина Немченко Київ              | 33.35,66 | Євгенія Прокоф'єва Київ                   | 33.58,32 SB | Вікторія Калюжна Донецька область   | 34.04,70 SB |
| Метання диска (зимовий)  | Наталія Семенова Донецька область | 51,26    | Світлана Сорочук Дніпропетровська область | 32,76       | Ганна Дунаєвська Харківська область | 29,15       |
| Метання молота (зимовий) | Ірина Климець Волинська область   | 71,34    | Ганна Скидан Азербайджан                  | 70,47       | Олена Хамаза Волинська область      | 66,80       |
| Метання списа (зимовий)  | Ганна Гацько Київ                 | 52,46    | Аліна Шух Київ                            | 48,41       | Вікторія Банира Черкаська область   | 45,54       |
| Семиборство              | Тетяна Білик Харківська область   | 5415     | Альбіна Зайцева Київ                      | 5264        | Валерія Мухоброд Київ               | 5071        |

### Шосейна спортивна ходьба
- Чемпіонат України зі спортивної ходьби 2024 був проведений 3 березня в Ужгороді на трассі з довжиною кола 1 км, прокладеній на набережній Незалежності. За національними умовами відбору на командний чемпіонат світу до дисципліни естафетної ходьби на марафонську дистанцію (42,195 км), чоловіки змагались у вперше представленій на чемпіонатах України дисципліні, в межах якої вони двічі долали 10-кілометрову дистанцію через 45 хвилин відпочинку[10].
- Чемпіонат України зі спортивної ходьби на 35 кілометрів 2024 був проведений 19 жовтня в Івано-Франківську[11].

#### Чоловіки
| Дисципліна             | Золото                          | Золото                  | Срібло                            | Срібло                  | Бронза                                | Бронза                  |
| ---------------------- | ------------------------------- | ----------------------- | --------------------------------- | ----------------------- | ------------------------------------- | ----------------------- |
| Ходьба 20 кілометрів   | Ігор Главан Сумська область     | 1:20.49                 | Микола Рущак Сумська область      | 1:23.23                 | Мар'ян Закальницький Донецька область | 1:23.46                 |
| Ходьба 2×10 кілометрів | Іван Банзерук Волинська область | 1:20.49 (40.22 + 40.27) | Сергій Світличний Сумська область | 1:21.55 (40.22 + 41.33) | Віктор Шумік Волинська область        | 1:24.22 (41.25 + 42.57) |
| Ходьба 35 кілометрів   | Іван Банзерук Волинська область | 2:32.09 PB              | Сергій Світличний Сумська область | 2:32.35 PB              | Ігор Главан Сумська область           | 2:34.50 PB              |

#### Жінки
| Дисципліна           | Золото                          | Золото     | Срібло                              | Срібло  | Бронза                         | Бронза     |
| -------------------- | ------------------------------- | ---------- | ----------------------------------- | ------- | ------------------------------ | ---------- |
| Ходьба 20 кілометрів | Марія Сахарук Волинська область | 1:30.36 PB | Людмила Оляновська Київська область | 1:31.28 | Олена Собчук Волинська область | 1:32.01 SB |
| Ходьба 35 кілометрів | Ганна Шевчук Волинська область  | 2:48.04 NR | не вручались                        |         |                                |            |

### Позашосейний біг
- Чемпіонат України з кросу 2024 був проведений 26-27 жовтня в Ужгороді[13][14].
- Чемпіонат України з гірського бігу (вгору-вниз) та трейлового бігу 2024 первісно був запланований до проведення 1 травня, проте згодом був скасований.

#### Чоловіки
| Дисципліни    | Золото                           | Золото | Срібло                          | Срібло | Бронза                         | Бронза |
| ------------- | -------------------------------- | ------ | ------------------------------- | ------ | ------------------------------ | ------ |
| Крос (2 км)   | Вадим Лонський Донецька область  | 5.30   | Василь Сабуняк Київ             | 5.31   | Руслан Наумов Донецька область | 5.33   |
| Крос (7,5 км) | Роман Ростикус Львівська область | 22.47  | Вадим Лонський Донецька область | 23.10  | Ігор Порозов Київська область  | 23.11  |

#### Жінки
| Дисципліни    | Золото                            | Золото | Срібло                            | Срібло | Бронза                            | Бронза |
| ------------- | --------------------------------- | ------ | --------------------------------- | ------ | --------------------------------- | ------ |
| Крос (2 км)   | Тетяна Чорновол Київська область  | 6.26   | Аліна Корсунська Київська область | 6.30   | Оксана Долинучук Донецька область | 6.31   |
| Крос (7,5 км) | Вікторія Калюжна Донецька область | 25.48  | Ольга Нижник Київ                 | 26.22  | Ганна Жмурко Чернігівська область | 27.12  |

### Шосейний біг
- Чемпіонат України з шосейного бігу на 1 милю 2024 первісно був запланований до проведення 29 вересня у Чернівцях, проте згодом був скасований.
- Чемпіонат України з шосейного бігу 2024, на якому були розіграні медалі з бігу на 5 та 10 кілометрів, був проведений 15 вересня у Львові.
- Чемпіонат України з марафонського бігу 2024 був проведений 6 жовтня в межах Білоцерківського марафону[15].
- Чемпіонат України з шосейного бігу на 50 та 100 кілометрів та з 12-годинного бігу 2024 був проведений 28 квітня у Вінниці. Медалі у 100-кілометровому бігу розігрувались тільки серед чоловіків.
- Чемпіонати України з напівмарафону, добового та 48-годинного бігу у календарі змагань сезону-2024 не були передбачені.

#### Чоловіки
| Дисципліни      | Золото                                  | Золото     | Срібло                           | Срібло     | Бронза                              | Бронза     |
| --------------- | --------------------------------------- | ---------- | -------------------------------- | ---------- | ----------------------------------- | ---------- |
| 5 км            | Вадим Лонський Донецька область         | 14.45,99   | Максим Караїм Львівська область  | 14.53,77   | Дмитро Долинчук Волинська область   | 15.04,71   |
| 10 км           | Андрій Атаманюк Хмельницька область     | 29.48,37   | Дмитро Сірук Рівненська область  | 30.48,51   | Іван Стребков Тернопільська область | 31.09,79   |
| Марафон         | Дмитро Сірук Рівненська область         | 2:21.27 PB | Роман Стоянов Одеська область    | 2:21.41 PB | Артем Казбан Київ                   | 2:23.46 SB |
| 50 км           | Микола Давиденко Чернігівська область   | 3:20.43 PB | Богдан Сологуб Вінницька область | 3:48.47 PB | Сергій Попов Київ                   | 4:02.48 PB |
| 100 км          | Віктор Романюк Дніпропетровська область | 7:02.36 PB | Ярослав Ярошук Київ              | 7:40.07 PB | Олександр Радченко Київ             | 7:59.07 PB |
| 12-годинний біг | Володимир Ханас Львівська область       | 131,219    | Віктор Гребельський Київ         | 125,799    | Андрій Калмиков Київ                | 116,436    |

#### Жінки
| Дисципліни      | Золото                                | Золото     | Срібло                                      | Срібло     | Бронза                                | Бронза     |
| --------------- | ------------------------------------- | ---------- | ------------------------------------------- | ---------- | ------------------------------------- | ---------- |
| 5 км            | Уляна Рачинська Львівська область     | 17.41,59   | Анастасія Олексин Івано-Франківська область | 18.04,87   | Валерія Кравченко Полтавська область  | 18.42,35   |
| 10 км           | Олена Коваль Житомирська область      | 35.20,58   | Уляна Рачинська Львівська область           | 35.35,36   | Марина Губаль Закарпатська область    | 39.33,29   |
| Марафон         | Дар'я Михайлова Київська область      | 2:56.34 SB | Олена Пітірімова Київ                       | 2:58.58 SB | Світлана Олійник Чернігівська область | 3:02.59 PB |
| 50 км           | Іванна Мельник Київ                   | 3:45.18 PB | не вручались                                |            |                                       |            |
| 12-годинний біг | Світлана Сухомлин Житомирська область | 107,655 PB | Мальвіна Яблуновська Київ                   | 100,451 PB | Оксана Дідківська Житомирська область | 96,400 PB  |

## Онлайн-трансляції
Федерація легкої атлетики України здійснювала вебтрансляцію основного чемпіонату на власному YouTube-каналі:
- День 1 (ранкова сесія) на YouTube
- День 1 (вечірня сесія) на YouTube
- День 2 (ранкова сесія) на YouTube
- День 2 (вечірня сесія) на YouTube
- День 3 (ранкова сесія) на YouTube
- День 3 (вечірня сесія) на YouTube